# 耿九疇
耿 九疇（こう きゅうちゅう、1396年4月13日 - 1460年8月29日）は、明代の官僚。字は禹範、号は恒庵。本貫は河南府盧氏県。

## 生涯
1424年（永楽22年）、進士に及第した。1431年（宣徳6年）、礼科給事中に任じられた。
1437年（正統2年）、大臣が両淮の塩政の廃弛して久しく、名声の高い人物に調査させて治めさせるよう言上した。そこで九疇が選抜されて塩運司同知となった。宿弊を改革し、便宜五事を上奏して、その著したところは法令となった。1443年（正統8年）、母が死去したため、九疇は官を去って喪に服した。塩場の民数千人が宮殿を訪れて留任を請願した。1445年（正統10年）1月、九疇は官に再起すると、都転運使となった。九疇は節倹で他の趣味もなく、公務を退くと香を焚いて読書し、清廉なことで名声を上げ、女性や子どもたちもみなその名を知るほどであった。
1449年（正統14年）、誣告を受けて下吏に逮捕されたが、ほどなく無実が明らかになり、官に留められて刑部右侍郎となった。礼部侍郎の章瑾が獄に下され、九疇と江淵らがその官を降格するよう意見した。章瑾の婿の給事中王汝霖はこれに不満を持ち、同僚の葉盛・張固・林聡らとともに刑部が公正でないと批判した。九疇と江淵は葉盛らを弾劾し、なおかつ王汝霖は父の王永和が土木の変で死んだときに喜んで笑っていたとして、職務に不適格であると言上した。ときに景泰帝が即位したばかりで、人事に忙しく、王汝霖らは不問に付され、章瑾は九疇らの上奏どおりに降格された。鳳陽府で凶作があり、盗賊が発生したため、九疇は鳳陽府に赴いて巡視と招撫にあたるよう命じられた。英武・飛熊諸衛の軍を留めて耕作と守備にあたらせ、流民7万戸を招いて定着させると、鳳陽府の治安は落ちついた。
両淮では九疇が離任した後、塩政が再び弛んでいた。1450年（景泰元年）、九疇は両淮両浙の塩課の監理を兼ねるよう命じられた。まもなく諸府の重罪の囚人を記録するよう命じられると、九疇は多くの冤罪を晴らした。10月、江北諸府を兼撫するよう命じられた。
1452年（景泰3年）3月、九疇は陳鎰に代わって陝西に駐屯した。都指揮の楊得青らが私的に兵士を使役したことから、九疇はかれらを弾劾した。辺境の将軍が臨洮諸衛に駐屯する兵士を増やすよう請願すると、九疇はこれに反対した。辺境の民は春夏に畑に出て耕作し、秋冬には塞内に移住していたが、九疇はこれを禁止した。
1453年（景泰4年）、陝西布政使の許資が「侍郎が地方に出向しても、巡按御史との上下関係がないため、事務の多くが滞っています。都御史の職を改めて与えて便宜を図るようお願いします」と言上した。そこで九疇は陝西に駐屯したまま右副都御史に転じた。地方に出向する大臣や巡撫が都御史の任を与えられるのは、九疇から始まるものであった。景泰帝が羊角を市で購入して灯とする意思を示したことから、九疇は北宋の蘇軾が神宗による浙灯の購入を諫めた故事を引くと、羊角の購入は取りやめられた。災害があって景泰帝に意見を求められると、九疇は儒学者を招き、賞罰を公正にし、守令や将帥を選抜するよう請願した。
1457年（天順元年）3月、九疇は上京し、右都御史に進んだ。都察院の獄に繋がれた罪人には米が支給されていなかったが、九疇の上奏により日に1升が支給されることになった。5月、廉恥を崇び、刑事裁判を清浄にし、農桑を勧奨し、軍中の賞賜を節減し、御史台を重じるよう求める五事を上疏して述べた。英宗はいずれも聞き入れた。6月、御史の張鵬らが石亨と曹吉祥を弾劾した。石亨らは実質的に九疇に頤使されていたといわれ、九疇も獄に下された。江西右布政使に左遷された。7月、四川左布政使に転じた。
1458年（天順2年）、礼部尚書が欠員になったため、英宗は李賢に諮問した。李賢が九疇を推薦したことから、九疇は北京に召還された。英宗は九疇の老いを憐れんで、南京刑部尚書に任じた。1460年（天順4年）8月29日、九疇は死去した。享年は65。諡は清恵といった。著書に『上艾耿氏家乗』3巻があった。
子に耿裕があった。